# Лебанон (Канзас)
Лебанон (англ. Lebanon) — місто (англ. city) в США, в окрузі Сміт штату Канзас. Населення — 178 осіб (2020).

## Географія
Лебанон розташований за координатами 39°48′37″ пн. ш. 98°33′26″ зх. д. / 39.81028° пн. ш. 98.55722° зх. д. (39.810213, -98.557317).  За даними Бюро перепису населення США в 2010 році місто мало площу 0,82 км², уся площа — суходіл.

## Демографія
Згідно з переписом 2010 року, у місті мешкало 218 осіб у 118 домогосподарствах у складі 60 родин. Густота населення становила 266 осіб/км².  Було 183 помешкання (223/км²).
Расовий склад населення:
| - 95,9 % — білих - 0,5 % — корінних американців - 0,5 % — азіатів |

До двох чи більше рас належало 3,2 %. Частка іспаномовних становила 3,2 % від усіх жителів.
За віковим діапазоном населення розподілялося таким чином: 17,4 % — особи молодші 18 років, 58,3 % — особи у віці 18—64 років, 24,3 % — особи у віці 65 років та старші. Медіана віку мешканця становила 51,3 року. На 100 осіб жіночої статі у місті припадало 92,9 чоловіків;  на 100 жінок у віці від 18 років та старших — 97,8 чоловіків також старших 18 років.
Середній дохід на одне домашнє господарство  становив 37 899 доларів США (медіана — 27 500), а середній дохід на одну сім'ю — 50 816 доларів (медіана — 47 083). Медіана доходів становила 38 125 доларів для чоловіків та 30 000 доларів для жінок. За межею бідності перебувало 22,3 % осіб, у тому числі 4,3 % дітей у віці до 18 років та 30,8 % осіб у віці 65 років та старших.
Цивільне працевлаштоване населення становило 112 особи. Основні галузі зайнятості: роздрібна торгівля — 33,9 %, будівництво — 11,6 %, транспорт — 10,7 %.